# Матричная изоляция
Матричная изоляция (англ. matrix isolation) — экспериментальная методика, используемая в химии и физике для предотвращения взаимодействия активных частиц между собой и с окружающей средой путём помещения (погружения) их в инертную матрицу или улавливания их с помощью такой матрицы.

## Описание
Матричная изоляция молекул была задумана как эффективный экспериментальный прием исследования строения и реакционной способности химических частиц, чаще всего осуществляемый в условиях низких температур. Идея заключается в том, чтобы отделить химические частицы (молекулы, радикалы, кластеры, различные переходные состояния — интермедиаты) друг от друга инертным разбавителем, препятствующим их взаимодействию между собой и окружающей средой, и предоставить тем самым возможность отнести результаты исследований, выполняемых в подавляющем большинстве случаев спектральными методами, к изолированным объектам. Матричная изоляция позволяет изучать весьма реакционноспособные молекулы, которые, не будучи окруженными оболочками частиц матрицы, немедленно вступили бы в реакции или претерпели превращения. Наиболее очевидные разбавители — инертные (или благородные) газы Rg = He, Ne, Ar, Kr, Xe. Другие популярные матричные материалы — молекулярные газы N2, CO. В последние годы как матричный материал пристальное внимание привлекает молекулярный водород H2. При низких температурах (порядка 10 К) эти вещества могут быть переведены в твердую фазу той или иной степени упорядоченности, и в пространствах между узлами решетки могут располагаться посторонние молекулы. Решетка матрицы выступает как «хозяин», внедренная (или матрично-изолированная) молекула — как «гость» в образующейся сложной системе. Технически матрица формируется при напылении потока инертного носителя, т. е. матричного материала, подхватывающего поток вещества, поставляющего матрично-изолируемые молекулы, на охлаждаемую подложку. В свою очередь, для получения газового потока будущих матричноизолированных молекул соответствующее вещество испаряют либо термически, либо лазерным облучением.
В более широком толковании под матрицей можно понимать и существенно более сложные образования, нежели упомянутые выше. Например, хорошо известны соединения внедрения в графит, в которых между графитовыми слоями (матрица) располагаются кластеры щелочных металлов (матрично-изолированные частицы). Другой класс соединений внедрения представляют жидкие кристаллы с включенными в них металлическими частицами.
В последнее время большую роль играет синтез наночастиц с различным формфактором (от глобул, нанопластинок до нанопроволок) в одно- или двумерных реакторах, что приводит к получению нанокомпозитов, в которых наночастицы отделены друг от друга и окружающей среды стенками матрицы, что предотвращает их химическое взаимодействие и изменение функциональных свойств.